# روبرت دوفال (خيميائي)
روبرت دوفال (بالفرنسية: Robert Duval)‏ هو خيميائي ‏ فرنسي، ولد في 1490 في روان في فرنسا، وتوفي في 1567 في Rugles ‏ في فرنسا.